# Gorzupia Dolna
Gorzupia Dolna (Nieder Gorpe) ist ein Dorf in Polen in der Woiwodschaft Lebus. Es liegt im Powiat Żagański (Kreis Sagan) und gehört zur Landgemeinde Żagań (Gemeinde Sagan).

## Geografie
Der Ort liegt am Fluss Bober, einem linken Nebenfluss der Oder.

## Gemeinde
Zum Ort gehört der Weiler Dybow (Diebau).

## Sehenswürdigkeiten
- Die katholische Filialkirche St. Georg (kościół filialny pod wezwaniem św. Jerzego) ist eine gotische Saalkirche aus der 2. Hälfte des 13. Jahrhunderts. Sie hat einen unvollständigen spätbarocken Hauptaltar und Steingrabtafeln aus dem 16. Jahrhundert.[1]

- eine Grabkapelle aus dem 18. Jahrhundert

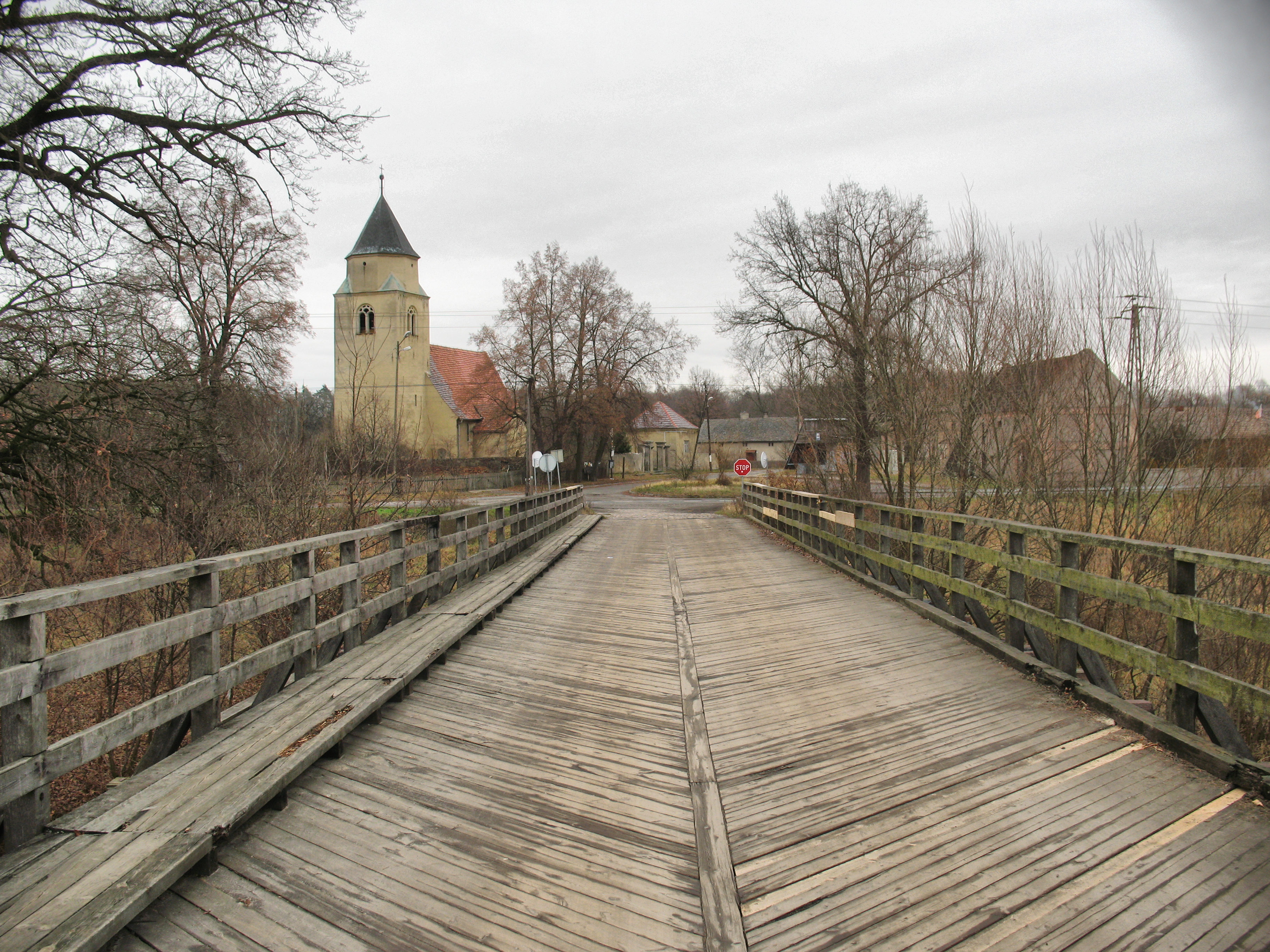
Brücke über den Bober
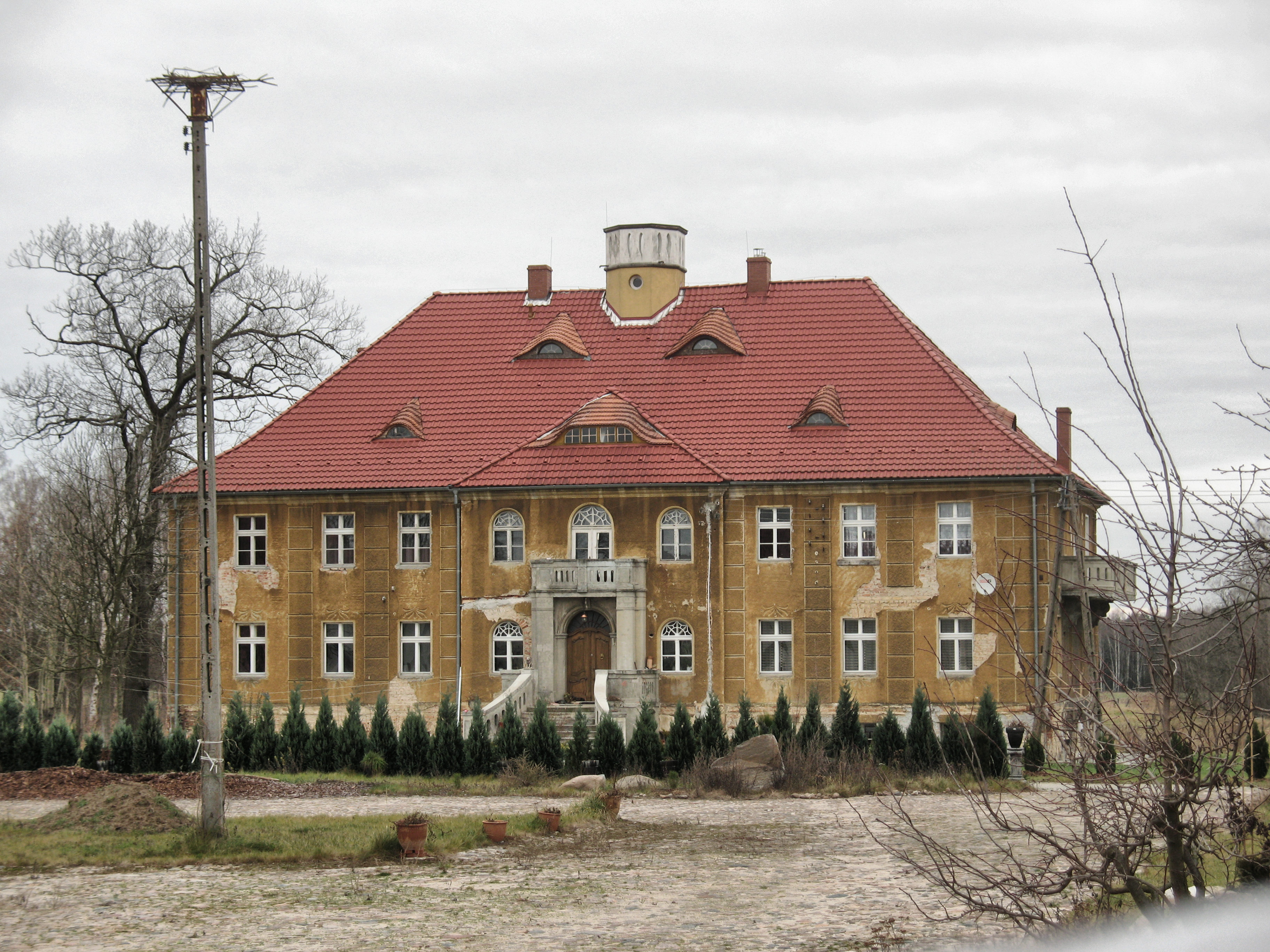
Gutshaus im Ortsteil Dybow
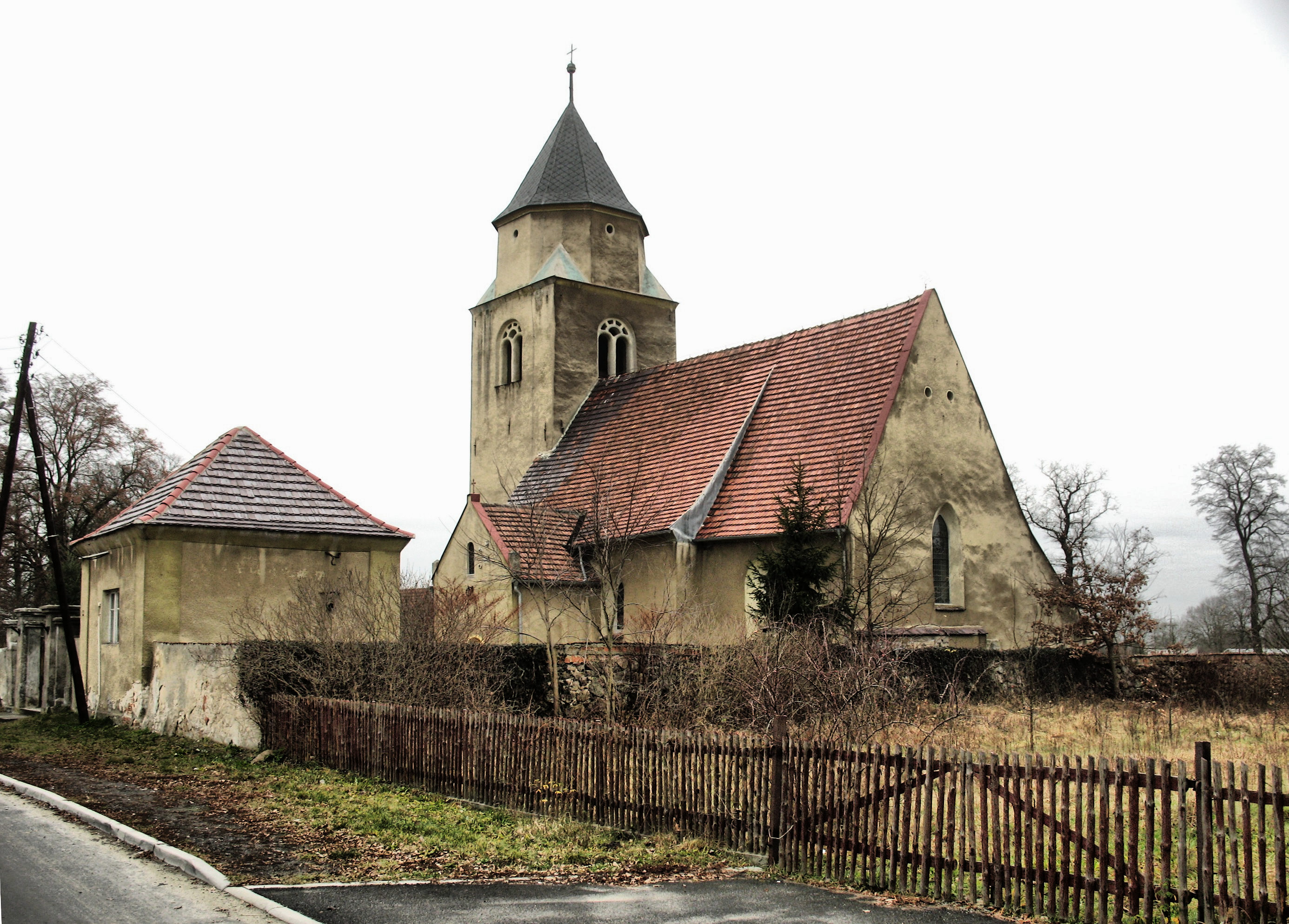
St. Georg
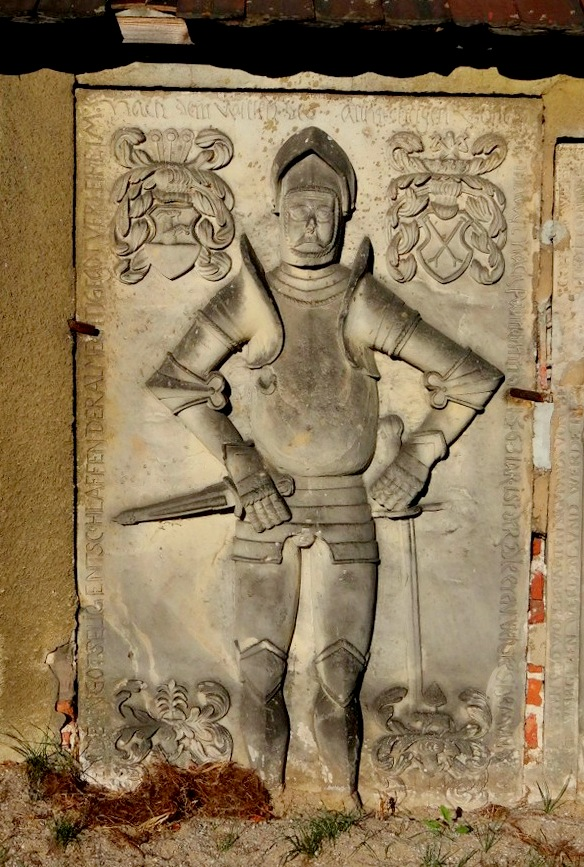
Steingrabtafel an St. Georg
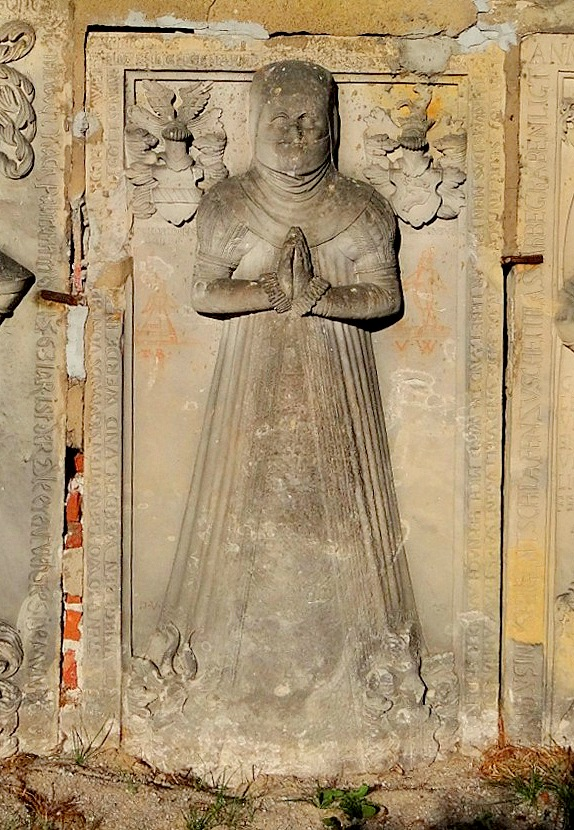
Steingrabtafel an St. Georg